# Martine-Marie Muller
 (mai 2013).
Si vous disposez d'ouvrages ou d'articles de référence ou si vous connaissez des sites web de qualité traitant du thème abordé ici, merci de compléter l'article en donnant les références utiles à sa vérifiabilité et en les liant à la section « Notes et références ».
Martine Marie Muller est une écrivaine française d'origine alsacienne et béarnaise. Elle est actuellement[Quand ?] professeur de lettres dans un lycée de la région parisienne[évasif][Où ?], Notre-Dame de Sannois.
Elle est membre de l'École de Brive depuis 1993. Elle est également chroniqueuse dans l'hebdomadaire Pèlerin.

## Œuvres
Aux Éditions Publisud
- Dimanche les abeilles, roman, 1990.

Aux éditions Robert Laffont
- Terre-mégère, 1993.
- Les Amants du pont d'Espagne, roman, 1995.
- Froidure, le berger magnifique, roman, 1997 (Prix du Printemps du livre, 1997).
- Terres brûlantes, roman, 1998.
- La Porte, roman, 1999 (Prix Mémoire d'Oc, 1999).
- Les Ronces de fer, roman, 2000.
- Adieu la vie, adieu l'amour, roman, 2001.
- Les Cèdres du roi; roman, 2002.
- Le Dernier des Pénitents, roman, 2003 (Prix Maupassant, 2003).
- Je l'appellerai Éden, roman, 2004.
- L'Homme de la frontière, roman, 2005.
- Quai des Amériques, roman, 2006.
- Les Enfants de l'Arche, roman, 2008  (ISBN 978-2-221-10872-7).
- La Belle camarade, biographie, 2009  (ISBN 978-2-221-11066-9).
- Mademoiselle des Palissages, roman (Trilogie des servantes, vol. 1), 2010  (ISBN 978-2-221-11252-6).
- La servante de Monsieur Vincent, roman (Trilogie des servantes, vol. 2), 2010.
- La servante noire, roman (Trilogie des servantes, vol. 3), 2011.
- La vie était belle, roman, 2013[1].
Aux Presses de la cité
- Nuage bleu sur ciel de craie, roman, 2017, coll. Terres de France, 360 pages.
- La Saga des Bécasseaux, roman, 2018, coll. Terres de France, 460 pages
- Dieu aime les rousses, roman, 2020, coll. Terres de France, 594 pages

## Autres
En août 2013, le maire de Veules-les-Roses (Normandie) a inauguré un quai sur le bord de la plage: ce quai a été baptisé Quai des Amériques, du nom du roman de Martine Marie Muller (2008). Celle-ci a été la marraine de l'événement.
En 2013, elle a cosigné l'ouvrage: L'onde et l'eau. Le spectacle de l'eau en mouvement. Poème photographique. L'ouvrage, porteur du label Normandie Impressionniste 2013, regroupe les photographies de Frédéric Malandain. Martine Marie Muller signe les poèmes accompagnant les photographies.